# زلاتکو اشکوریچ
زلاتکو اشکوریچ (کرواتی: Zlatko Škorić؛ ۲۷ ژوئیهٔ ۱۹۴۱ – ۲۳ مهٔ ۲۰۱۹) بازیکن فوتبال اهل کرواسی بود.
از باشگاه‌هایی که در آن بازی کرده‌است می‌توان به باشگاه فوتبال دینامو زاگرب، باشگاه فوتبال زاگرب، باشگاه فوتبال بایرن مونیخ، و باشگاه فوتبال اشتوتگارت اشاره کرد.
وی همچنین در تیم ملی فوتبال یوگسلاوی بازی کرده‌است.